# Гайке Макатч
Гайке Макатч (нар. 13 серпня 1971, Дюссельдорф, ФРН) — німецька акторка театру та кіно.

## Біографія
Народилася в Дюссельдорфі, її батько був воротарем німецької національної збірної з хокею. Провчилася чотири семестри в Дюссельдорфському університеті, де вивчала політологію і соціологію, потім навчалася на кравчиню, але не закінчила освіту. Кар'єра на телебаченні почалася в 1993 році на музичному каналі VIVA, де Хайке Макатч вела дві передачі, з серпня 1995 і до літа 1996 року вона працювала модераторкою на музичному телеканалі MTV.
Вперше на зйомки в кінофільмі Хайке запросив німецький режисер Детлев Бук, запропонувавши їй одну з головних жіночих ролей у фільмі «Чоловічий пансіон» (Männerpansion), у фільмі також знімався Тіль Швайгер. За виконання цієї ролі Хайке Макатч була відзначена Баварською кінопремією як найкраща молода акторка.

## Особисте життя
Хайке Макатч протягом семи років (з 1996 по 2004 р.) зустрічалася з актором Деніелом Крейгом.
У 2005 році Хайке почала зустрічатися з музикантом з групи «Tomte» Максом Мартіном Шредером. 23 січня 2007 року у них народилася перша дочка — Майке Еллен Шредер, а в жовтні 2009 року — друга дочка. До 2014 року вони розлучилися.
У 2015 році Хайке народила третю дочку.

## Вибрана фільмографія
- 2013 — «Книжкова злодійка»
- 2009 — «Гільда»
- 2003 — «Реальне кохання»
- 2002 — «Оселя зла»
- 1999 — «Еме та Ягуар»